# Formica inequalis
Formica inequalis é uma espécie de formiga do gênero Formica, pertencente à subfamília Formicinae.